# Suniops gorochovi
Suniops gorochovi es una especie de coleóptero de la familia Attelabidae.

## Distribución geográfica
Habita en Vietnam.